# ヨーロッパのサッカークラブの平均観客数
この項は、ヨーロッパのサッカークラブの平均観客数のランキングである。1試合平均25,000人以上のクラブを記載している。原則として2011-2012シーズンの観客数であり、それ以降はメンテナンスしない。

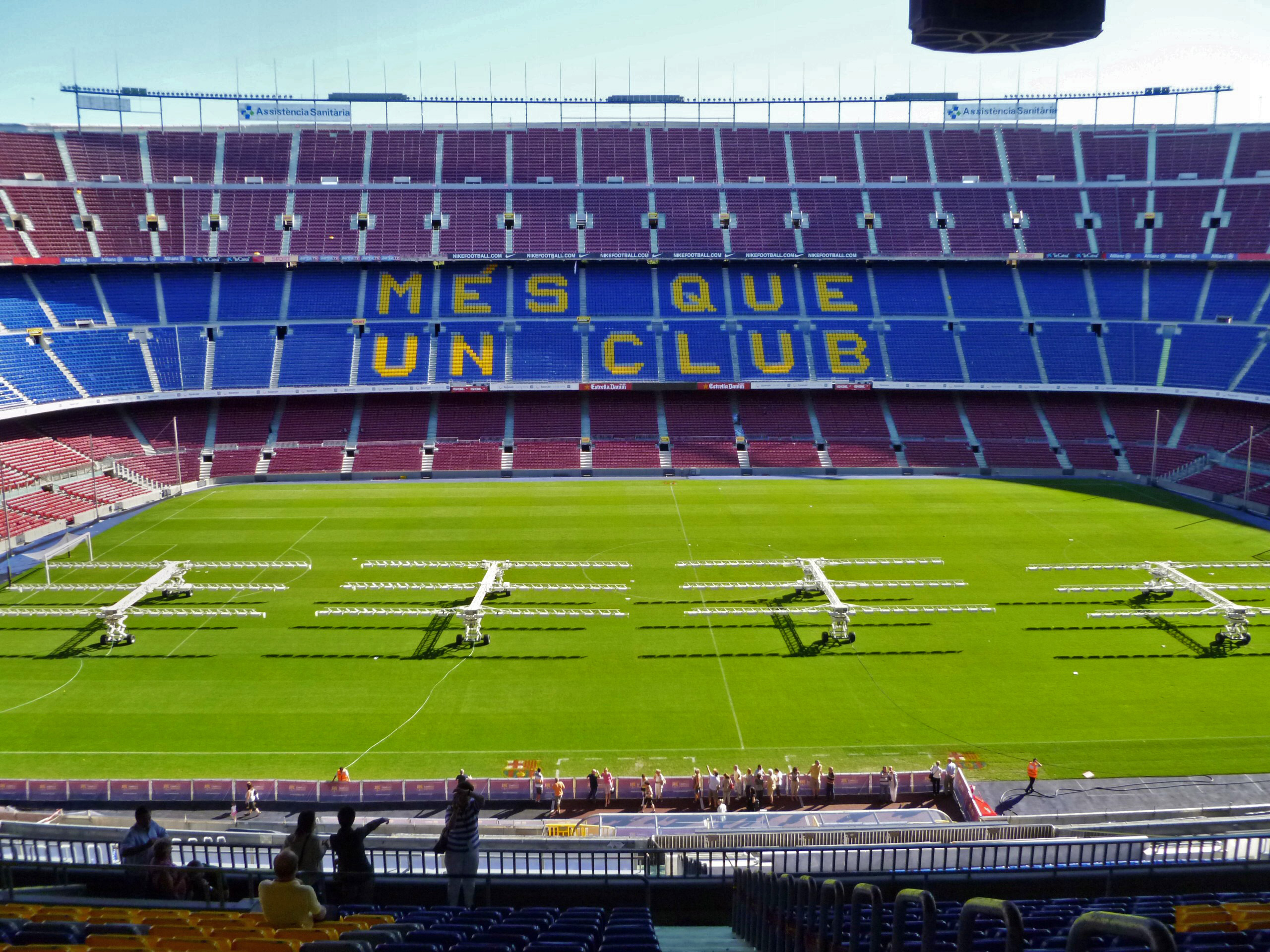
FCバルセロナ（スペイン）のホームスタジアムであるカンプ・ノウ

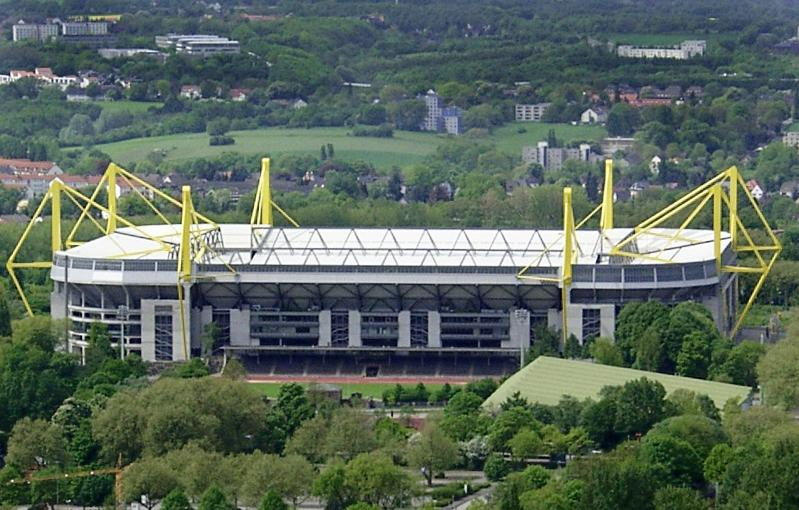
ボルシア・ドルトムント（ドイツ）のホームスタジアムであるヴェストファーレンシュタディオン

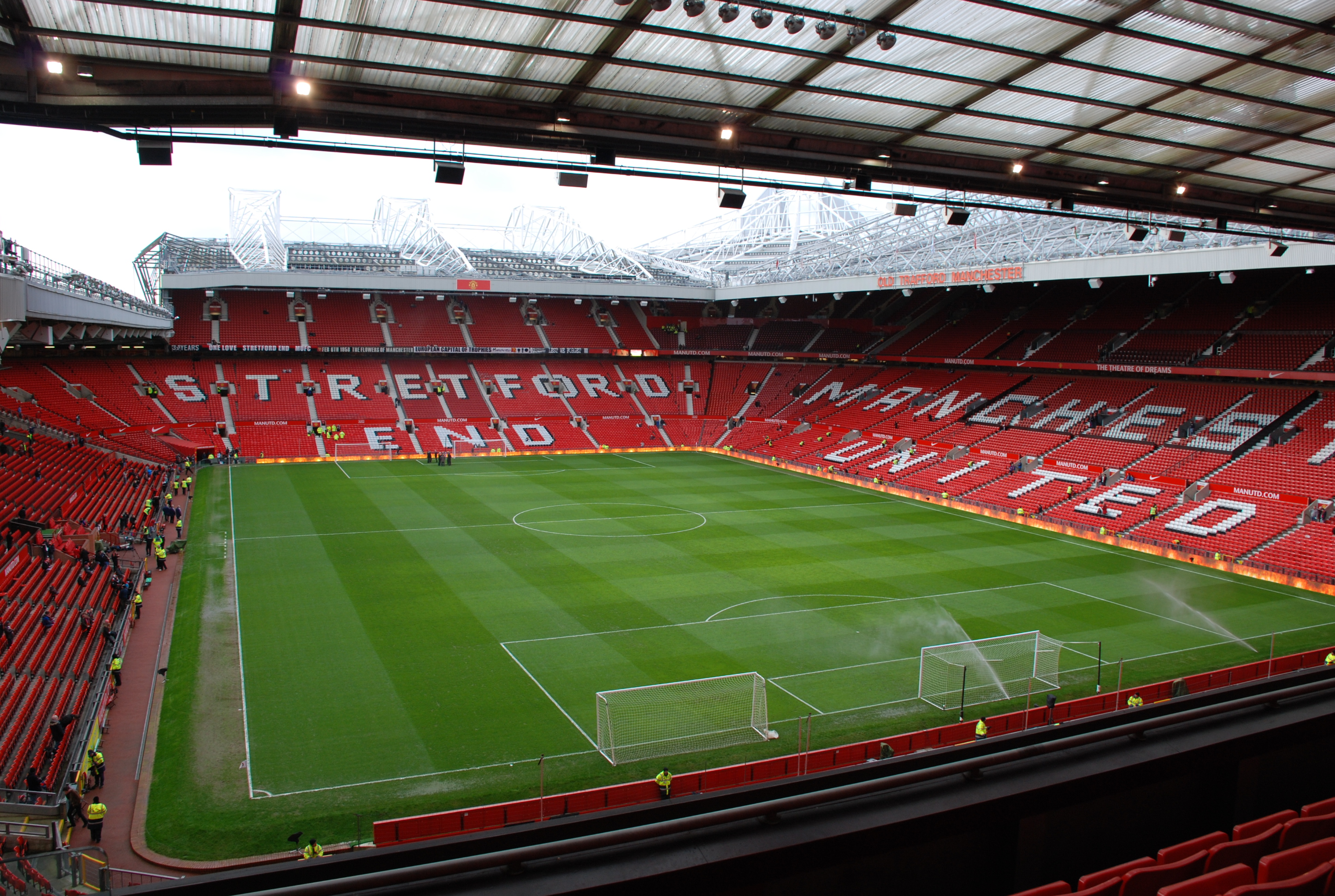
マンチェスター・ユナイテッドFC（イングランド）のホームスタジアムであるオールド・トラッフォード

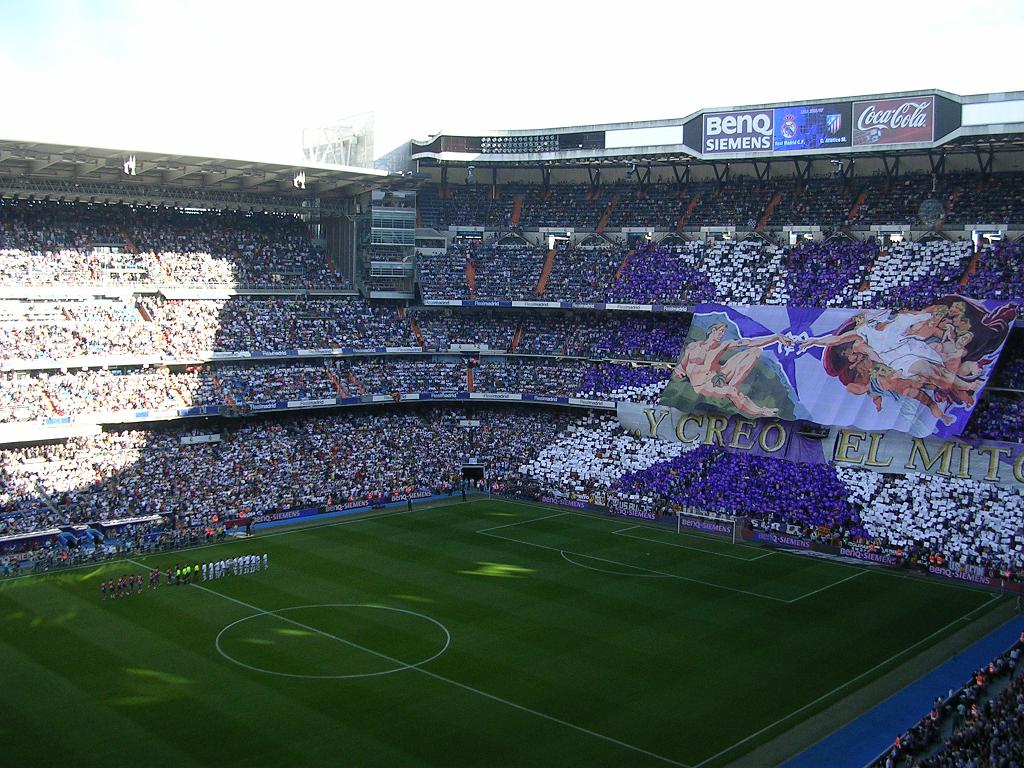
レアル・マドリード（スペイン）のホームスタジアムであるサンティアゴ・ベルナベウ

| 順位 | クラブ                                     | 1試合 平均観客数 | 対象シーズン | スタジアム                                                 | 国             |
| ---- | ------------------------------------------ | ---------------- | ------------ | ---------------------------------------------------------- | -------------- |
| 1    | FCバルセロナ                               | 84,119           | 2011-12      | バルセロナ, カンプ・ノウ                                   | スペイン       |
| 2    | ボルシア・ドルトムント                     | 80,521           | 2011-12      | ドルトムント, ヴェストファーレンシュタディオン             | ドイツ         |
| 3    | マンチェスター・ユナイテッド               | 75,387           | 2011-12      | マンチェスター, オールド・トラッフォード                   | イングランド   |
| 4    | レアル・マドリード                         | 74,678           | 2011-12      | マドリード, サンティアゴ・ベルナベウ                       | スペイン       |
| 5    | バイエルン                                 | 69,000           | 2011-12      | ミュンヘン, アリアンツ・アレーナ                           | ドイツ         |
| 6    | シャルケ04                                 | 61,139           | 2011-12      | ゲルゼンキルヒェン, フェルティンス・アレーナ               | ドイツ         |
| 7    | アーセナル                                 | 60,000           | 2011-12      | ロンドン, エミレーツ・スタジアム                           | イングランド   |
| 8    | シュトゥットガルト                         | 55,089           | 2011-12      | シュトゥットガルト, メルセデス・ベンツ・アレーナ           | ドイツ         |
| 9    | ハンブルガーSV                             | 53,635           | 2011-12      | ハンブルク, アイエムテック・アレーナ                       | ドイツ         |
| 10   | ボルシア・メンヒェングラートバッハ         | 51,846           | 2011-12      | メンヒェングラートバッハ, イム・ボルシア・パルク           | ドイツ         |
| 11   | ACミラン                                   | 51,442           | 2011-12      | ミラノ, スタディオ・ジュゼッペ・メアッツァ                 | イタリア       |
| 12   | アヤックス・アムステルダム                 | 50,044           | 2011-12      | アムステルダム, アムステルダム・アレナ                     | オランダ       |
| 14   | ニューカッスル・ユナイテッドFC             | 49,935           | 2011-12      | ニューカッスル・アポン・タイン, セント・ジェームズ・パーク | イングランド   |
| 15   | インテルナツィオナーレ・ミラノ             | 47,913           | 2011-12      | ミラノ, スタディオ・ジュゼッペ・メアッツァ                 | イタリア       |
| 16   | 1.FCケルン (2部)                           | 38,800           | 2012-13      | ケルン, ラインエネルギーシュタディオン                     | ドイツ         |
| 17   | マンチェスター・シティFC                   | 47,044           | 2011-12      | マンチェスター, シティ・オブ・マンチェスター               | イングランド   |
| 18   | レンジャーズFC (4部)                       | 46,780           | 2012-13      | グラスゴー, アイブロックス                                 | スコットランド |
| 19   | セルティックFC                             | 45,992           | 2012-13      | グラスゴー, セルティック・パーク                           | スコットランド |
| 13   | SSCナポリ                                  | 50,007           | 2011-12      | ナポリ, サン・パオロ                                       | イタリア       |
| 20   | アトレティコ・マドリード                   | 45,236           | 2011-12      | マドリード, ビセンテ・カルデロン                           | スペイン       |
| 21   | ハノーファー96                             | 44,825           | 2011-12      | ハノーファー, AWDアレーナ                                  | ドイツ         |
| 22   | フェイエノールト                           | 44,517           | 2011-12      | ロッテルダム, デ・カイプ                                   | オランダ       |
| 23   | リヴァプールFC                             | 44,253           | 2011-12      | リヴァプール, アンフィールド                               | イングランド   |
| 24   | パリ・サンジェルマンFC                     | 42,882           | 2011-12      | パリ, パルク・デ・プランス                                 | フランス       |
| 25   | 1.FCカイザースラウテルン (2部)             | 29,566           | 2012-13      | カイザースラウテルン, フリッツ・ヴァルター・シュタディオン | ドイツ         |
| 26   | バレンシアCF                               | 42,116           | 2011-12      | バレンシア, メスタージャ                                   | スペイン       |
| 27   | 1.FCニュルンベルク                         | 41,968           | 2011-12      | ニュルンベルク, フランケンシュタディオン                   | ドイツ         |
| 28   | チェルシーFC                               | 41,478           | 2011-12      | ロンドン, スタンフォード・ブリッジ                         | イングランド   |
| 29   | レアル・ベティス                           | 41,131           | 2011-12      | セビージャ, ベニート・ビジャマリン                         | スペイン       |
| 30   | ヴェルダー・ブレーメン                     | 40,851           | 2011-12      | ブレーメン, ヴェーザーシュタディオン                       | ドイツ         |
| 31   | オリンピック・マルセイユ                   | 40,445           | 2011-12      | マルセイユ, ヴェロドローム                                 | フランス       |
| 32   | フェネルバフチェSK                         | 39,542           | 2011-12      | イスタンブール, シュクリュ・サラジオウル・スタジアム       | トルコ         |
| 33   | サンダーランドAFC                          | 39,095           | 2011-12      | サンダーランド, スタジアム・オブ・ライト                   | イングランド   |
| 34   | SLベンフィカ                               | 38,029           | 2011-12      | リスボン, ルス                                             | ポルトガル     |
| 35   | アイントラハト・フランクフルト (2部)       | 37,641           | 2011-12      | フランクフルト・アム・マイン, ヴァルトシュタディオン       | ドイツ         |
| 36   | アスレティック・ビルバオ                   | 37,605           | 2011-12      | ビルバオ, サン・マメス                                     | スペイン       |
| 37   | ユヴェントスFC                             | 37,545           | 2011-12      | トリノ, ユヴェントス・スタジアム                           | イタリア       |
| 38   | ヘルタ・ベルリン (2部)                     | 37,163           | 2012-13      | ベルリン, オリンピアシュタディオン                         | ドイツ         |
| 39   | FCシャフタール・ドネツク                   | 36,983           | 2011-12      | ドネツク, ドンバス・アリーナ                               | ウクライナ     |
| 40   | トッテナム・ホットスパーFC                 | 36,026           | 2011-12      | ロンドン, ホワイト・ハート・レーン                         | イングランド   |
| 41   | セビージャFC                               | 35,342           | 2011-12      | セビージャ, ラモン・サンチェス・ピスフアン                 | スペイン       |
| 42   | ASローマ                                   | 35,240           | 2011-12      | ローマ, オリンピコ                                         | イタリア       |
| 43   | FCポルト                                   | 34,843           | 2011-12      | ポルト, ドラゴン                                           | ポルトガル     |
| 44   | アストン・ヴィラFC                         | 33,873           | 2011-12      | バーミンガム, ヴィラ・パーク                               | イングランド   |
| 45   | エヴァートンFC                             | 33,228           | 2011-12      | リヴァプール, グディソン・パーク                           | イングランド   |
| 46   | PSVアイントホーフェン                      | 33,100           | 2011-12      | アイントホーフェン, フィリップス・スタディオン             | オランダ       |
| 47   | オリンピック・リヨン                       | 33,067           | 2011-12      | リヨン, ジェルラン                                         | フランス       |
| 48   | 1.FSVマインツ05                            | 32,912           | 2011-12      | マインツ, コファス・アレーナ                               | ドイツ         |
| 49   | フォルトゥナ・デュッセルドルフ (2部)       | 32,819           | 2011-12      | デュッセルドルフ, エスプリ・アレーナ                       | ドイツ         |
| 50   | SSラツィオ                                 | 32,444           | 2011-12      | ローマ, オリンピコ                                         | イタリア       |
| 51   | ウェストハム・ユナイテッドFC               | 31,079           | 2011-12      | ロンドン, ブーリン・グラウンド                             | イングランド   |
| 52   | スポルティング・クルーベ・デ・ポルトゥガル | 30,638           | 2011-12      | リスボン, ジョゼ・アルヴァラーデ                           | ポルトガル     |
| 53   | FCアウクスブルク                           | 30,220           | 2011-12      | アウクスブルク, インパルス・アレーナ                       | ドイツ         |
| 54   | FCバーゼル                                 | 29,775           | 2011-12      | バーゼル, ザンクト・ヤコブ・パルク                         | スイス         |
| 55   | デポルティーボ・ラ・コルーニャ             | 29,153           | 2012-13      | ア・コルーニャ, リアソール                                 | スペイン       |
| 56   | バイエル・レバークーゼン                   | 28,633           | 2011-12      | レバークーゼン, バイ・アレーナ                             | ドイツ         |
| 57   | TSG1899ホッフェンハイム                    | 28,010           | 2011-12      | ジンスハイム, ライン・ネッカー・アレーナ                   | ドイツ         |
| 58   | VfLヴォルフスブルク                        | 27,614           | 2011-12      | ヴォルフスブルク, フォルクスワーゲン・アレーナ             | ドイツ         |
| 59   | FCトゥウェンテ                             | 27,504           | 2011-12      | エンスヘデ, デ・フロルーシュ・フェステ                     | オランダ       |
| 60   | ストーク・シティFC                         | 27,225           | 2011-12      | ストーク・オン・トレント, ブリタニア・スタジアム           | イングランド   |
| 61   | RCDエスパニョール                          | 26,826           | 2011-12      | コルネリャ＝エル・プラット                                 | スペイン       |
| 62   | FCメタリスト・ハルキウ                     | 26,663           | 2011-12      | ハルキウ, メタリスト・スタジアム                           | ウクライナ     |
| 63   | ノリッジ・シティFC                         | 26,605           | 2011-12      | ノリッジ, キャロウ・ロード                                 | イングランド   |
| 64   | サウサンプトンFC                           | 26,419           | 2011-12      | サウサンプトン, セント・メリーズ・スタジアム               | イングランド   |
| 65   | ベシクタシュJK                             | 26,249           | 2006-07      | イスタンブール, イニョニュ・スタジアム                     | トルコ         |
| 66   | 1.FCディナモ・ドレスデン (2部)             | 26,215           | 2011-12      | ドレスデン, グリュックスガス・シュタディオン               | ドイツ         |
| 67   | レアル・サラゴサ                           | 26,105           | 2011-12      | サラゴサ, ラ・ロマレーダ                                   | スペイン       |
| 68   | マラガCF                                   | 26,052           | 2011-12      | マラガ, ラ・ロサレーダ                                     | スペイン       |
| 69   | ダービー・カウンティFC (2部)               | 26,020           | 2011-12      | ダービー, プライド・パーク                                 | イングランド   |
| 70   | ウルヴァーハンプトン・ワンダラーズFC (2部) | 25,682           | 2011-12      | ウルヴァーハンプトン, モリニュー・スタジアム               | イングランド   |
| 71   | フラムFC                                   | 25,293           | 2011-12      | ロンドン, クレイヴン・コテージ                             | イングランド   |
| 72   | SCヘーレンフェーン                         | 25,206           | 2011-12      | ヘーレンフェーン, アベ・レンストラ・スタディオン           | オランダ       |
| 73   | スタンダール・リエージュ                   | 25,113           | 2011-12      | リエージュ, モーリス・デュフラン                           | ベルギー       |